# Sergio Gioino
Sergio Gioino, mit vollständigem Namen Sergio Alejandro Gioino Ponce, (* 27. März 1974 in Buenos Aires) ist ein ehemaliger argentinischer Fußballspieler, der zudem die chilenische Staatsbürgerschaft annahm. Der Stürmer gewann eine nationale Meisterschaft.

## Karriere
Sergio Gioino spielte in der Jugend des Atlético San Jorge aus seinem Stadtviertel der Stadt Buenos Aires. Bis zum Alter von 20 Jahren spielte er zudem für die Newell’s Old Boys, verletzte sich aber schwer und kehrte zu San Jorge zurück, wo er schließlich 1996 debütierte. Um seinen Traum als Profifußballspieler zu verwirklichen, wechselte er 1997 in das Nachbarland Chile zu Provincial Osorno. Über die weiteren Stationen Coquimbo Unido, Deportes Iquique und CD Huachipato kam Gioino schließlich 2003 zum amtierenden Meister Universidad Católica. Dort kritisierte der Offensivspieler Ende 2003 die Spielweise des Teams, so dass ihn Trainer Óscar Meneses nicht mehr berücksichtigte.
Nach dieser Saison wechselte Gioino zum Rivalen Universidad de Chile, mit denen er die Meisterschaft der Apertura 2004 gewann und zweitbester Torschütze der Liga wurde. Durch die guten Leistungen wurde der brasilianische Klub Palmeiras São Paulo auf den Argentinier aufmerksam und verpflichtete ihn leihweise. 2006 kehrte er zu La U zurück, fand aber keinen Platz mehr in der Startelf.
Im Januar 2007 wechselte Gioino zu Unión Española, bei dem Héctor Pinto Trainer war, der ihn schon 2004 zu Universidad de Chile holte. In der Apertura 2007 zeigte er gute Leistungen, in der Clausura fielen diese aber ab und Gioino verlor seinen Platz im Team. Er ging zum brasilianische Serie-B-Klub SE Gama. 2009 kam er nochmal nach Chile und zu Coquimbo Unido zurück. Dort beendete Gioino nach der Saison seine Karriere.

## Erfolge
U de Chile
- Chilenischer Meister: 2004-A